# Mark Isham
Mark Ware Isham (ur. 7 września 1951 w Nowym Jorku) – amerykański kompozytor tworzący głównie muzykę filmową, elektroniczną oraz jazzową. Laureat nagrody Emmy za najlepszy motyw przewodni w serialu Okrutne ulice (1997).

## Życiorys
Mark już od najmłodszych lat, jak większość znanych muzyków jazzowych i klasycznych, uczył się gry pod okiem rodziców. Jego matka była skrzypaczką, a ojciec nauczycielem muzyki i historii. Młody Mark grał na fortepianie, skrzypcach oraz na trąbce. Jak przystało na nastoletniego zdolnego chłopca, grał w orkiestrach: Oakland Symphonies i San Francisco Opera Orchestra. Wtedy też zainteresował się muzyką jazzową oraz rockiem. W latach siedemdziesiątych grał w zespole Rubisa Patrol, współpracował też z Vanem Morrisonem.
Później zafascynowała go muzyka elektroniczna oraz new age, co doskonale słychać w jego obecnych kompozycjach. Od początku lat osiemdziesiątych zaczęła się jego kariera muzyka filmowego. Debiutem była ścieżka dźwiękowa do filmu Disneya – Never Cry Wolf. Z bardziej znanych filmów należałoby wymienić Geniusz Tate, Myszy i ludzie, Krwawy Romeo, System z Sandrą Bullock w roli głównej. W 1992 roku za Rzekę wspomnień został nominowany do Oscara, a za film Nell z 1994 roku do Złotego Globu (w kategorii najlepszy soundtrack). Z najnowszych filmów trzeba wspomnieć Blade: Wieczny łowca oraz Siła i honor. Z jego pozafilmowych, jazzowych albumów najpopularniejsze to Blue Sun wydany w 1995 roku oraz Miles Remembered: The Silent Way Project, na którym znalazły się kompozycje zarówno Milesa Davisa, jak i samego Marka Ishama.

## Dyskografia
- Vapor Drawings (1983)
- Film Music (1985)
- We Begin (1987)
- Castalia (1988)
- Beast of War, The (1988)
- Tibet (1989)
- Mark Isham (1990)
- Songs My Children Taught Me (1991)
- Cool World (1992)
- Miracle (1993)
- Nell (1994)
- Blue Sun (1995)
- Mark Isham: A Windham Hill Retrospective (1998)
- Miles Remembered: The Silent Way Project (1999)
- Body Shots (1999)
- Galapagos (2000)